# Président de la république des Îles Marshall
Le président de la république des Îles Marshall (en anglais : President of the Republic of the Marshall Islands) est le chef de l'État et du gouvernement de la république des Îles Marshall.

## Histoire
Le 1er mai 1979, la république des Îles Marshall est fondée et se dote d'une constitution qui établit un poste de président. Depuis cette date, huit hommes et une femme ont exercé cette fonction et deux autres hommes à titre intérimaire.

## Élection
Le président est élu par le Nitijeļā, le parlement du pays, parmi ses membres après chaque élection législative et pour la durée de la législature, soit quatre ans. Le Nitijeļā a également le pouvoir d'adopter une motion de censure contre le président, ce qui entraîne sa démission et une nouvelle élection. En cas de vacance de la fonction, elle est exercée par un ministre à titre intérimaire jusqu'à l'installation d'un nouveau président élu.

## Pouvoirs
Le président est le chef de l'État mais aussi du gouvernement et à ce titre il nomme les ministres et dirige la politique du pays dont il est responsable devant le Nitijeļā.